# L'assassinio di Roger Ackroyd
L'assassinio di Roger Ackroyd (titolo orig. The Murder of Roger Ackroyd), è un romanzo poliziesco di Agatha Christie, pubblicato nel giugno 1926 nel Regno Unito da William Collins, Sons e negli USA da Dodd, Mead and Company. È il terzo romanzo in cui compare come investigatore il personaggio di Hercule Poirot. 
Ritiratosi in un villaggio, egli è richiamato al dovere professionale: risolvere il caso di un omicidio. Romanzo tra i più ingegnosi, controversi e apprezzati dalla critica e dal pubblico della Christie, con un colpo di scena finale inaspettato, ha avuto una duratura influenza sul genere della letteratura mistery, tanto che fu definita un'opera narrativa che “infranse le regole comuni dei romanzi polizieschi”.

## Trama
Nel paesino inglese di King's Abbot il più ricco e illustre cittadino, Roger Ackroyd, viene assassinato nello studio della sua villa con un pugnale tunisino. Hercule Poirot, famoso detective belga ritiratosi dalla professione per coltivare zucche nel villaggio di campagna, viene incaricato di indagare sul caso da una parente della vittima e scopre un'inquietante verità, che mette a nudo un meccanismo criminale ingegnosissimo.
La storia comincia con la morte della signora Ferrars, una ricca vedova che si vocifera abbia ucciso il marito. La sua morte appare inizialmente un suicidio finché Roger Ackroyd, un vedovo che stava per sposare la Ferrars, muore. I sospettati includono la signora Cecil Ackroyd, cognata nevrastenica e ipocondriaca di Roger, che con spese stravaganti ha accumulato ingenti debiti; sua figlia Flora; il maggiore Blunt, cacciatore; Geoffrey Raymond, segretario personale di Ackroyd; Ralph Paton, figliastro di Ackroyd, anche lui pieno di debiti; Parker, mellifluo domestico; e Ursula Bourne, cameriera con un passato oscuro licenziatasi il pomeriggio del giorno dell'omicidio.
Il sospettato principale all'inizio è Ralph, il fidanzato di Flora, che sta per ereditare la fortuna del patrigno. Diversi indizi sembrano provare la colpevolezza del ragazzo. Poirot, appena arrivato in città, comincia a indagare dietro richiesta di Flora.
Il libro finisce con un colpo di scena: Poirot, scagionati tutti i sospettati, dimostra la colpevolezza del dottor Sheppard, che era non solo l'assistente di Poirot stesso, ma anche il narratore della storia (il romanzo è scritto in prima persona, in forma diacritica). L'uomo aveva modificato meccanicamente il dittafono di Ackroyd in modo che esso, a una determinata ora, riproducesse la voce della vittima, garantendogli un alibi di ferro. Aveva anche lasciato delle impronte di fango sul davanzale della finestra dello studio con le scarpe di Ralph per incriminarlo. Era poi tornato alla villa per recuperare il dittafono approfittando di una telefonata, progettata da lui stesso. Egli ricattava la signora Ferrars, la quale aveva davvero ucciso il marito, e ha assassinato Ackroyd per evitare che questi scoprisse l’estorsione. Il resoconto del medico, intrapreso per descrivere il fallimento di Poirot nella caccia al vero assassino, si trasforma invece in una confessione, che termina con la pianificazione del suicidio del narratore stesso.

## Personaggi
- Hercule Poirot: investigatore privato (hobby coltivazione zucche)
- James Sheppard: medico del villaggio, narratore, e assistente dell'investigatore Poirot
- Caroline Sheppard: sorella di James e pettegola del villaggio
- Roger Ackroyd: vedovo, gentiluomo, vittima e imprenditore di una fabbrica di King's Abbot, proprietario di Fernly Park
- Flora Ackroyd: nipote di Roger e figlia di Cecil
- Capitano Ralph Paton: figliastro spiantato di Roger
- Maggiore Hector Blunt: amico di Roger
- Geoffrey Raymond: segretario di Roger
- Parker: maggiordomo in casa Ackroyd
- Elizabeth Russell: governante di casa Ackroyd
- Ursula Bourne: cameriera in casa Ackroyd, da poco licenziata.
- Elsie Dale: domestica in casa Ackroyd
- Charles Kent: figlio di Elizabeth
- Raglan: ispettore di polizia di Cranchester
- Davis: ispettore di polizia di King's Abbot
- Hammond: avvocato di Roger
- Cecil Ackroyd: cognata di Roger

## Critica
L'assassinio di Roger Ackroyd è stato acclamato come un caposaldo della letteratura poliziesca.
Julian Symons ha definito il romanzo «il capolavoro universalmente riconosciuto (...) tra i libri che Agatha Christie ha scritto nei primi dieci anni della sua attività».
«... tutto si svolge in un piccolo paese, King's Abbot, in cui tutti si conoscono, in cui tutti sanno tutto di tutti, e che è insomma come una famiglia; e nello spazio di un weekend. La signora Ferrars muore nella notte dal giovedì al venerdì; ma il delitto, il vero delitto, avviene a weekend cominciato: a far sì che ci siano tutti, che la rosa dei sospettabili sia completa. Il narratore, che è uno dei personaggi del racconto (ed è delega, questa dell'affidare il racconto a un personaggio, che la Christie di solito concede soltanto alla "spalla" di Poirot; ma il dottor Sheppard è tutt'altro che la "spalla" di Poirot: è indipendentemente e assolutamente "lo scrittore") ci dice del paese quel che Orwell dice dell'Inghilterra meridionale: un profondo, profondo sonno; e il pettegolezzo come unico segno di vita.»

## Opere derivate
- Alibi (1931), film di Leslie S. Hiscott con Austin Trevor, considerato perduto.[2]
- Alibi (1957), adattamento teatrale trasmesso dalla Rai, per la regia di Giulio Girola, che interpretava anche il ruolo di Poirot.[3]
- L'assassinio di Roger Ackroyd (2000)[4], episodio della serie televisiva Poirot diretto da Andrew Grieve, con David Suchet e Philip Jackson.
- Neudacha Puaro (2002), letteralmente "Il fallimento di Poirot", serie televisiva russa in cinque episodi, con Konstantin Raykin nel ruolo di Poirot.[5]
- The Murder of Roger Ackroyd (1939), adattamento radiofonico di Orson Welles per la serie "The Campbell Playhouse", trasmesso sulla CBS. Welles interpretò i ruoli sia di Poirot sia del dottor Sheppard.[6]
- The Murder of Roger Ackroyd (1987), adattamento radiofonico trasmesso da BBC Radio 4, per la regia di Enyd Williams e con John Moffatt nella parte di Poirot.[7]
- Chi ha ucciso Roger Ackroyd? (1998, trad. it. 2011), di Pierre Bayard. Opera di critica letteraria ed epistemologia che mostra, attraverso una rilettura del romanzo, come la Christie abbia ingannato il lettore e Poirot: il diario di Shepard affermerebbe il falso e il colpevole sarebbe un altro.

## Edizioni italiane
- Dalle nove alle dieci, traduzione di Giuseppe Motta, Collana I Libri Gialli n.15, Milano, Mondadori, giugno 1930. - Collana I Capolavori dei Libri Gialli n.4, Mondadori, 1937; Collana I Libri Gialli. Nuova serie (I Nuovi Libri Gialli) n.27, Mondadori, luglio 1947; I Capolavori dei Gialli Mondadori, luglio 1958; I Classici del Giallo Mondadori n.63, giugno 1969.
- L'assassinio di Roger Ackroyd, traduzione di Giuseppe Motta, Prefazione e postfazione di Leonardo Sciascia, Collana Oscar del Giallo n.6, Milano, Mondadori, 1975. - Collana Oscar n.1073, Mondadori, 1979; Collana Oscar Narrativa n.1503 (Oscar Scrittori Moderni), Mondadori, 1996-2003, ISBN 978-88-045-1917-1.
- in  Monsieur Poirot: quattro casi del celebre investigatore, traduzione di Grazia Maria Griffini, a cura di Marco Polillo, Collana Omnibus Gialli e di Fantascienza, Milano, Mondadori, 1983, 1990. [Contiene: Aiuto, Poirot!; L'assassinio di Roger Ackroyd; Se morisse mio marito; Poirot e la salma]
- L'assassinio di Roger Ackroyd, traduzione di Grazia Maria Griffini, Presentazione e cura di Gianni Rizzoni, Edizione illustrata e annotata, Collezione Agatha Christie, Milano, Mondadori, 1991-2004. - Collana Oscar Gialli, Mondadori, 2017, ISBN 978-88-046-8043-7; Collana Oscar Moderni. Cult, Mondadori, 2020, ISBN 978-88-047-3252-5; illustrazioni di F. Resta, Collana Oscar junior, Mondadori, 2022-2024, ISBN 978-88-047-5677-4 - ISBN 978-88-047-9044-0; I Classici del Giallo Mondadori n. 1470, luglio 2023.
- in  I capolavori di Agatha Christie, Introduzione di John G. Cawelti, Collana Oscar Grandi Classici n.87, Milano, Mondadori, 2003, ISBN 978-88-045-2228-7. - Collana I Grandi, Mondadori, 2020, ISBN 978-88-047-3393-5.
- L'omicidio di Roger Ackroyd, traduzione di A. Ferrigno, Collana Young, Roma, Curcio, 2024, ISBN 978-88-686-8699-4.

### Audiolibro
- L'assassinio di Roger Ackroyd, Good Mood Edizioni, 2010, con Riccardo Peroni, Giancarlo De Angeli, Anna Canzi e Marcello Pozza.